# Valdés
Valdés es un concejo de la comunidad autónoma del Principado de Asturias cuya capital es Luarca. Limita al norte con el mar Cantábrico, al este con los concejos de Cudillero y Salas, al oeste con los concejos de Navia y Villayón y al sur con los concejos de Tineo y Salas. Cuenta con una población de 11 987 habitantes (2017).

## Geografía

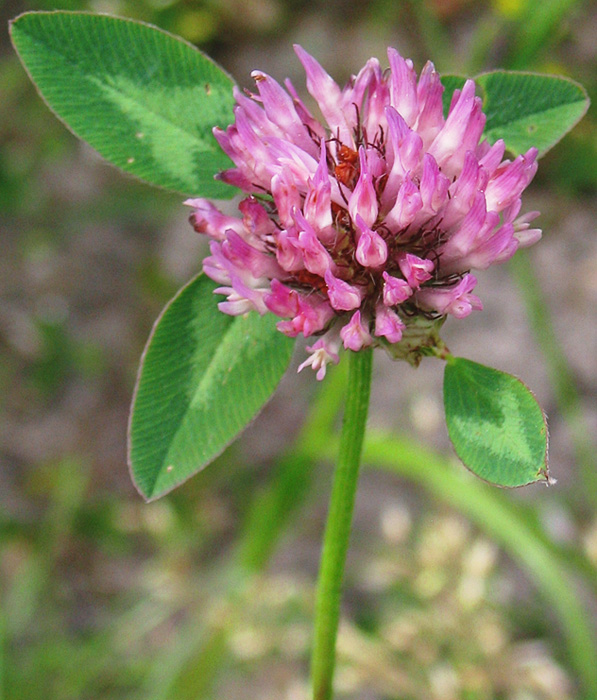
Trébol en flor

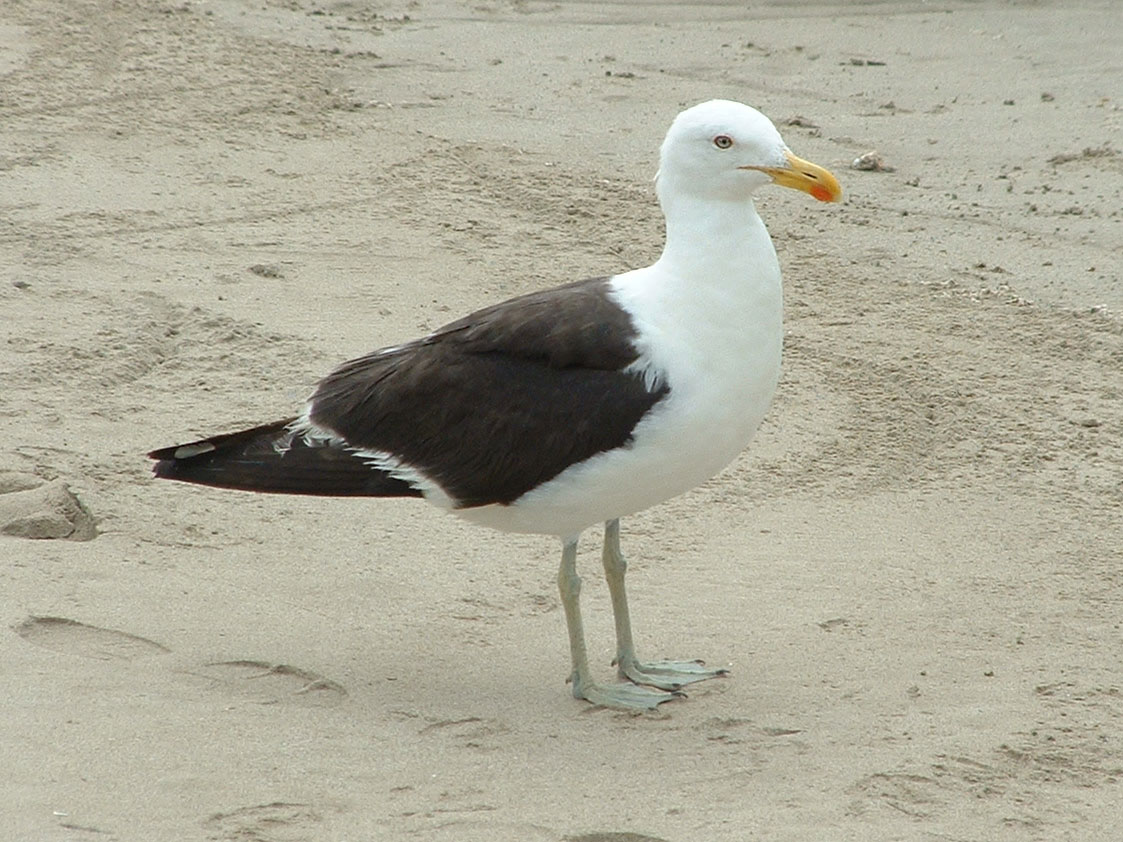
Gaviota común

Integrado en la comarca del Eo-Navia, su capital, Luarca, se sitúa a 90 kilómetros de Oviedo. El término municipal está atravesado por las siguientes carreteras:
- Autovía del Cantábrico (A-8): vía rápida de comunicación hacia Gijón y Galicia.
- Carretera nacional N-632: discurre paralela a la anterior, desde la N-634 hacia Cudillero y Avilés.
- Carretera nacional N-634: permite la comunicación con Navia y Oviedo.
- Carretera autonómica AS-36: permite la comunicación con Villayón.
- Carretera autonómica AS-219: permite la comunicación con Pola de Allande.
- Carretera autonómica AS-222: permite la comunicación entre la N-634 y Cudillero.
- Carretera autonómica AS-268: permite la comunicación entre la N-634 y Cadavedo.
- Carretera autonómica AS-366: permite la comunicación entre la N-634 y Merás.

Valdés se encuadra dentro de la morfología estructural del occidente asturiano, es decir, está compuesto por grandes unidades montañosas y valles dirigidos preferentemente en dirección norte-sur. Con esto se pueden distinguir tres unidades geomorfológicas claramente diferenciadas. La costa litoral, la zona montañosa y los valles interiores. La zona costera presenta una mezcla de acantilados, estuarios, dunas y playas, destacando el cabo Busto con 60 metros de altitud, así como las playas de Otur, Barayo, Touran, Tablizo, Cadavedo, la Cueva y las tres de la villa de Luarca. La zona montañosa pertenece en su totalidad al periodo paleozoico inferior, con formaciones silícico clásticas que están afectadas por la orogenia herciana. Las alturas más importantes de Valdés se localizan por el sur en el límite con el concejo de Tineo, siendo las sierras de Adrado, Silvallana, Estoupo y Buseco sus accidentes más importantes, no llegando ninguna de ellas a sobrepasar los 1100 metros de altura. Por último la zona de los valles interiores, presentan una orientación preferente norte-sur, como ya dijimos anteriormente, siendo de poca amplitud y estando encajonados la mayoría de ellos, salvo las vegas situadas en las mestas de los cursos medios fluviales.
La capital, Luarca, se alza a tan solo 1 metro sobre el nivel del mar.
| Noroeste: Mar Cantábrico | Norte: Mar Cantábrico | Noreste: Cudillero      |
| Oeste: Navia             |                       | Este: Cudillero y Salas |
| Suroeste: Villayón       | Sur: Tineo            | Sureste: Salas          |

### Hidrografía
Dentro de su red hidrográfica, dos son los ríos más importantes, el Esva (también llamado Canero), y el río Negro, que desemboca en la capital del concejo. El Esva entra en el municipio por la parroquia de Paredes, atraviesa el concejo de sur a norte recorriendo un total de 29 kilómetros, tomando el nombre de río Canero al entrar en la vega de su mismo nombre. El río Negro proviene de La Montaña, al límite con el concejo de Villayón, recorre un total de 19 kilómetros, hasta llegar a la capital, la cual parte en dos, donde desembocan sus aguas. Ambos ríos siempre fueron prolíferos en truchas, siendo el Esva, a su vez uno de los salmoneros de Asturias.

### Clima
El clima de Valdés se presenta influenciado por la cercanía al mar Cantábrico, así como por las características de su relieve. Así, nos muestra diferencias notables, según nos encontremos en la zona interior o en la zona costera, siendo aquí las temperaturas mucho más agradables, tanto en invierno como en verano, llegando a tener hasta una diferencia de entre dos y cuatro grados. Con todo esto podemos afirmar que el municipio valdesano presenta un clima templado con transición al fresco, y variaciones considerables entre las zonas interiores y las costeras.

## Flora y fauna

### Flora
De la misma forma que sucede con el clima, la vegetación también presenta variedades según la zona en la que nos encontremos. Así en la franja costera tenemos especies aerohalófitas y halófitas en los acantilados, amnophiletea en las dunas, halófitas de praderas salinas en las marismas y muestras de ballicos y tréboles en la rasa. Hay que destacar que el paisaje de dentro de la playa de Barayo, ha sido declarado como reserva natural parcial. Por otro lado, en las zonas interiores se mezclan los matorrales, generalmente brezos y tojos, con especies autóctonas como castaños, robles y abedules, y también especies repobladas como son los pinos y los eucaliptos.

### Fauna
En cuanto a su fauna todavía se pueden divisar en el concejo aves marinas como los ostreros, los mazarinos y otras limícolas, además de las gaviotas. También tenemos especies de agua dulce como los salmones, truchas y anguilas, habitando aún las zonas interiores especies como los jabalís, lobos, zorros y corzos.

## Historia

### Prehistoria y Edad Antigua
Los datos más antiguos de la presencia humana en el concejo de Valdés se remontan a las épocas prehistóricas, concretamente a la etapa del acheliense, hallándose útiles e industrias de homínidos en el yacimiento de Busto, siendo hasta el momento presente, el sitio que ha dado los restos arqueológicos más antiguos de todo el norte peninsular. También se han localizado restos industriales de estas mismas etapas en los sitios de Caroyas, Ribón, Paredes. Dentro de la era Megalítica, se han localizado varias necrópolis tumulares en zonas limítrofes con Cudillero, Salas, Villayón y en zonas interiores como Villuir, La Granda o Piedrafita, siendo el campo encontrado en Xugadoiro el más sobresaliente dentro de estos descubrimientos.
Dentro de la cultura castreña, varios son los asentamientos localizados por todo el concejo, aunque la ausencia de excavaciones nos ha privado de determinar con exactitud la fecha de construcción de los mismos. Lo único que podemos suponer es que los localizados en el interior eran utilizados por los romanos para sus trabajos en las prospecciones auríferas, y que los hallados en las proximidades costeras podían estar relacionados con el control de la vía romana que se dirigía hacia Lugo. Lo que sí nos aporta la época colonizadora romana son varias monedas, un sello, y una lápida con inscripción romana encontrada en Rellón de Merás, parroquia de Paredes.

### Edades Media y Moderna

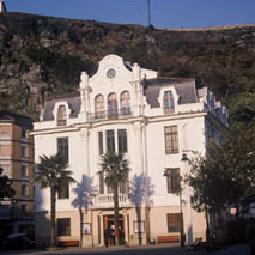
Casa consistorial

Los primeros datos documentados que tenemos del concejo de Valdés corresponden a los siglos X y XI, en los que se producen varias donaciones, tanto al obispado de Oviedo, como a los cenobios de Corias y Bárcena, que poseían varias iglesias y terrenos del municipio. Ya en estos tiempos la población de Valdés empezaba a tener una considerable importancia, siendo dos siglos más tarde, concretamente en el año 1270, cuando el monarca Alfonso X el Sabio otorgó la Carta Puebla al territorio, concediéndoles a partir de este momento y por culpa de la anarquía, robos, y perjuicios que los nobles y caballeros cometían con las gentes del lugar, todos los derechos reales y libertades, reservándose la Corona las posesiones eclesiásticas. Siete años más tarde Valdés forma parte de la creación de la hermandad de la mayoría de las pueblas del occidente, que se desarrolla en el Alto de La Espina, y en la cual se comprometen todas ellas a colaborar entre sí, y acabar con los robos y delitos en la comarca.
La época medieval viene marcada por la influencia que tenía en toda Luarca el incipiente Gremio de Mareantes, que agrupaba a pescadores, comerciantes y armadores para regular y defender los numerosos intereses comerciales que allí se daban. El siglo XV viene marcado por las disputas de la nobleza con la monarquía, teniendo varios linajes una autoridad bastante grande sobre buena parte de la zona, cosa que no agrada de ninguna manera a la Corona. Buena muestra de ello lo constituye la construcción de la torre de Villademoros, antigua fortaleza medieval que perteneció a la casa de los Peláez. En el siglo XVI, Valdés aparece en las actas de la Junta General del Principado de Asturias, como integrante del partido de los cinco concejos, documentado por primera vez en el año 1462 y que agrupaba a los municipios de Grado, Salas, Pravia, Valdés y Miranda. Durante los siglos XVI, XVII y XVIII, la jurisdicción municipal abarcaba a 13 parroquias y un anexo y 189 entidades de población repartidas por todo el territorio.

### Edad Contemporánea

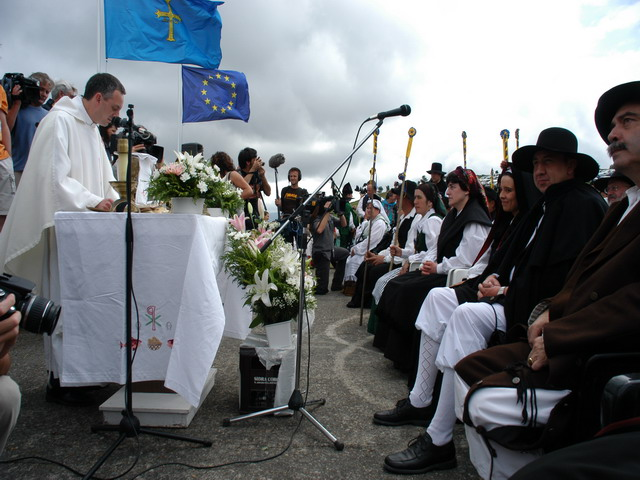
Boda Vaqueira en Aristebano

El siglo XIX nos deja un acontecimiento relacionado con la Guerra de la Independencia contra los franceses, y este no es otro que el traslado, tras sufrir Oviedo la tercera invasión, de la Junta del Principado y de la Real Audiencia a Luarca, para pasar posteriormente a Castropol y Figueras. También nos deja el final del siglo la aparición de los primeros movimientos migratorios ultramarinos, estableciéndose líneas regulares de fragatas hacia América, y que volverían más tarde a su tierra natal con un fuerte poder monetario y social, es lo que llamamos la cultura de los indianos, y gracias a la cual se debe el desarrollo económico e industrial posterior en la zona, quedando también bellos legados arquitectónicos conocidos como casas de indianos de estilos modernistas coloniales.
Del siglo XX la noticia más destacada que se produce es el cambio del nombre del concejo en 1909, adoptando la nomenclatura de la capital, no siendo restituido por la antigua y más acorde denominación de Valdés hasta 1985.

## Demografía
Valdés cuenta con una población de 10 895 habitantes (INE 2024).
| Gráfica de evolución demográfica de Valdés entre 1842 y 2021                                                                                            |
| |
| De 1910 a 1988 se denominaba Luarca Población de derecho según los censos de población del INE Población de hecho según los censos de población del INE |

Varias son las etapas en las que podemos dividir la evolución de la población en el concejo de Valdés durante el siglo XX y principios del siglo XXI. Así desde que a principios del siglo XX, Valdés presenta una cifra aproximada de 26 000 habitantes, esta se ha mantenido estacionaria hasta la década de los sesenta, fecha en la cual este estacionamiento se rompe de manera brusca, produciéndose en el siguiente intercensal un descenso de casi 6000 personas, derivado sobremanera de una fuerte emigración. La década de los 70-80 nos deja una leve variación positiva en el flujo poblacional, recuperándose un poco la cifra, situación esta pasajera, pues a partir de este momento, la evolución vuelve a tornarse negativa, durando esta etapa hasta nuestros días en la que tenemos una cifra de 12 871 habitantes.
El fenómeno migratorio siempre estuvo muy presente en la vida de Valdés, siendo los destinos ultramarinos los elegidos por la población joven de Valdés en los comienzos del siglo XX, destino que cambió justo a mediados de centuria, donde las áreas centrales asturianas, españolas y europeas se llevaron muchos de estos movimientos. De igual manera, comentaremos el fuerte incremento que se produce en la población durante las épocas estivales, siendo Valdés uno de los concejos preferidos de toda la región asturiana para el disfrute del verano.
Con todo ello las estructuras demográficas que se nos presentan, empiezan a mostrarnos un envejecimiento de la población, siendo este más acusado en las zonas del interior, que cuentan con una población mucho más reducida que en las zonas costeras. En estas últimas partes, es donde se concentra el mayor número de población, siendo las localidades de Luarca, Trevías, Almuña, Cadavedo y Barcia los núcleos de población más importantes.

## Economía
En cuanto a la estructura económica del municipio, hay que decir que aunque el sector turístico presenta una importancia cada vez más grande en todo Valdés, todavía la mayoría del empleo local se lo lleva el sector primario, generando el 49 % del empleo total. La agricultura y la ganadería son aún las actividades más trabajadas, siendo los terrenos favorables de las rasas y las vegas de los valles interiores, los que más se cultivan. La ganadería se centra sobre todo en el cuidado del ganado vacuno, presentando una producción claramente dirigida hacia el sector lácteo. La pesca también tiene su importancia dentro del territorio, siendo el puerto de Luarca el más importante del occidente asturiano y el tercero de la región detrás del de Avilés y Gijón. Entre las especies que se capturan destacan las del bonito, bocarte, merluza, sardina y congrio.
El sector secundario tiene una escasa representación en la zona, ocupando únicamente a un 12 % de la población activa, siendo las ramas de la alimentación y la madera las que cuentan con una mayor presencia de personas empleadas. Hay que comentar dentro de este sector, la desaparición paulatina que sufrió una de las industrias que mayor peso tenía dentro del concejo, y que era la conservera. Por lo que respecta a la construcción, esta sí que ha seguido una tónica eminentemente positiva, observándose un fuerte crecimiento durante estos últimos tiempos.
El sector terciario, últimamente empujado al alza gracias a la pujanza del turismo, genera un total del 39 % de los empleos, siendo el que mayor renta genera dentro de los tres sectores representando un 55 % del producto interior bruto local. La actividad comercial y la hostelera son las que actualmente generan más trabajo, siendo la capital del concejo el principal centro distribuidor de estos bienes y servicios, seguida de la localidad de Trevías.

## Administración y política

### Gobierno municipal
En el concejo de Valdés, desde 1979, el partido que más tiempo ha gobernado ha sido el PSOE durante más de 30 años. A pesar de ello, en las elecciones municipales de 2011 resultó alcalde de Valdés José Modesto Vallejo Ibáñez (FAC), que ocupó la alcaldía entre 2011 y 2013 gracias a un pacto con PP y URAS-PAS. En 2013 se produce una moción de censura en la que resulta proclamado como alcalde Simón Guardado Pérez (PSOE) desde el 27 de julio de ese mismo año. A partir de las elecciones de mayo de 2015, sigue como alcalde Simón Guardado Pérez a través de un pacto entre PSOE e IU.
Desde las elecciones municipales de 2019, Óscar Pérez Suárez (PSOE) se hizo cargo de la alcaldía del municipio.
Alcaldes anteriores a 1979
- Luis Ochoa de Albornoz, 1931-1934
- Eladio Rico García, 1936-1937
- Ramón Muñoz-González Bernaldo de Quirós, 1952-1968
- Román Suárez Blanco, 1968-1977

| Periodo   | Nombre                             | Partido | Partido                                    |
| --------- | ---------------------------------- | ------- | ------------------------------------------ |
| 1979-1980 | Delfín Blanco Arias                |         | Unión de Centro Democrático (UCD)          |
| 1980-1983 | Joaquín Morilla García-Cernuda     |         | Unión de Centro Democrático (UCD)          |
| 1983-1987 | Joaquín Morilla García-Cernuda     |         | Alianza Popular (AP)                       |
| 1987-2003 | Jesús Landeira Álvarez-Cascos      |         | Federación Socialista Asturiana (FSA-PSOE) |
| 2003-2011 | Juan José Adolfo Fernández Pereiro |         | Federación Socialista Asturiana (FSA-PSOE) |
| 2011-2013 | José Modesto Vallejo               |         | Foro Asturias (FAC)                        |
| 2013-2019 | Simón Guardado Pérez               |         | Federación Socialista Asturiana (FSA-PSOE) |
| 2019-act. | Óscar Pérez Suárez                 |         | Federación Socialista Asturiana (FSA-PSOE) |

| Partido político    | Partido político                                                                                | 1979   | 1983   | 1987   | 1991   | 1995   | 1999   | 2003   | 2007   | 2011   | 2015   | 2019   | 2023   |
| Partido político    | Partido político                                                                                | Ediles | Ediles | Ediles | Ediles | Ediles | Ediles | Ediles | Ediles | Ediles | Ediles | Ediles | Ediles |
|                     | Federación Socialista Asturiana (FSA-PSOE)                                                      | 2      | 9      | 9      | 10     | 9      | 8      | 7      | 11     | 7      | 8      | 8      | 12     |
|                     | Foro Asturias (FAC)                                                                             | —      | —      | —      | —      | —      | —      | —      | —      | 5      | 3      | 1      | 1      |
|                     | Alianza Popular (AP)-Partido Popular (PP)                                                       | 1      | 12     | 6      | 7      | 8      | 8      | 5      | 6      | 3      | 3      | 3      | 4      |
|                     | Unión Renovadora Asturiana (URAS)-Partíu Asturianista (PAS)                                     | —      | —      | —      | 0      | 0      | 1      | 5      | 0      | 1      | 2      | —      | —      |
|                     | Partido Comunista de España (PCE)-Izquierda Unida (IU)-Bloque por Asturies (BA)-Los Verdes (LV) | 0      | 0      | 0      | 0      | 0      | 0      | 0      | 0      | 1      | 1      | 0      | 0      |
|                     | Unión de Centro Democrático (UCD)-Centro Democrático y Social (CDS)                             | 10     | 0      | 1      | 0      | —      | —      | —      | —      | —      | —      | —      | —      |
|                     | Partido Demócrata Popular (PDP)                                                                 | —      | —      | 1      | —      | —      | —      | —      | —      | —      | —      | —      | —      |
|                     | Independientes                                                                                  | 8      | —      | —      | —      | —      | —      | —      | —      | —      | —      | —      | —      |
|                     | Ciudadanos (CS)                                                                                 | —      | —      | —      | —      | —      | —      | —      | —      | —      | —      | 4      | 0      |
|                     | Avanza Valdés                                                                                   | —      | —      | —      | —      | —      | —      | —      | —      | —      | —      | 1      | —      |
| Total de concejales | Total de concejales                                                                             | 21     | 21     | 17     | 17     | 17     | 17     | 17     | 17     | 17     | 17     | 17     | 17     |

### Organización territorial
El concejo de Valdés está dividido en 15 parroquias:
- Alienes
- Arcallana
- Ayones
- Barcia
- Cadavedo
- Canero
- Carcedo
- Castañeo
- La Montaña
- Luarca
- Muñás
- Otur
- Paredes
- Santiago
- Trevías

## Arte

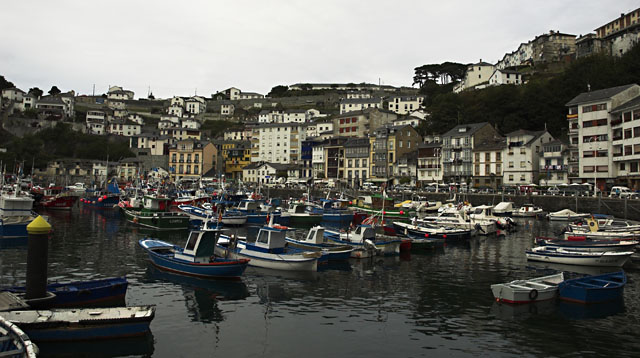
Puerto de Luarca

Numerosas son las muestras artísticas que podemos encontrar en todo el concejo de Valdés.
Así y dentro de su arquitectura religiosa tenemos la iglesia parroquial de Santa Eulalia, situada en las proximidades del puerto. Se encuentra construida en los terrenos que ocupaba una antigua iglesia que había sido donada por Fruela II a la iglesia de Oviedo. Sus elementos artísticos de mayor importancia lo constituyen los retablos y las imágenes conservadas en su interior, presentando el retablo mayor una bonita talla de Santa Eulalia, obra de José Bernardo de la Meana. En su lado norte se levanta un antiguo crucero de piedra, con las representaciones del Cristo Crucificado y Nuestra Señora del Niño.
También en la villa y divisando toda la capital se encuentra La ermita de la Virgen de la Blanca o de la Atalaya y que ha sido objeto de reconstrucción en 1961. Conserva en el ático una figura de la Virgen con el Niño del siglo XIV.
En la localidad de Trevías encontramos la iglesia de San Miguel, consagrada inicialmente en el año 1000, y que conserva una lápida a la derecha de la puerta, en la que se hace referencia a ello. Guarda en su interior una bonita imagen de la Virgen de la Esperanza, también conocida como de la O. Su imagen actual corresponde a diferentes remodelaciones llevadas a cabo entre los siglos XIX y XX.
Otras edificaciones religiosas importantes del concejo son: La iglesia parroquial de San Sebastián de Barcia que data del siglo XIII. Nuestra Señora, en Méras de finales del XVII. San Pedro, en Cadavedo, San Juan, en Muñas de Arriba, y la de San Miguel en Canero, terminada en 1800 y que guarda rasgos decorativos barrocos. Cabe destacar, como construcción religiosa no cristiana única en el norte de España, el cementerio moro de Barcia, construido durante la guerra civil y hoy en día abandonado.

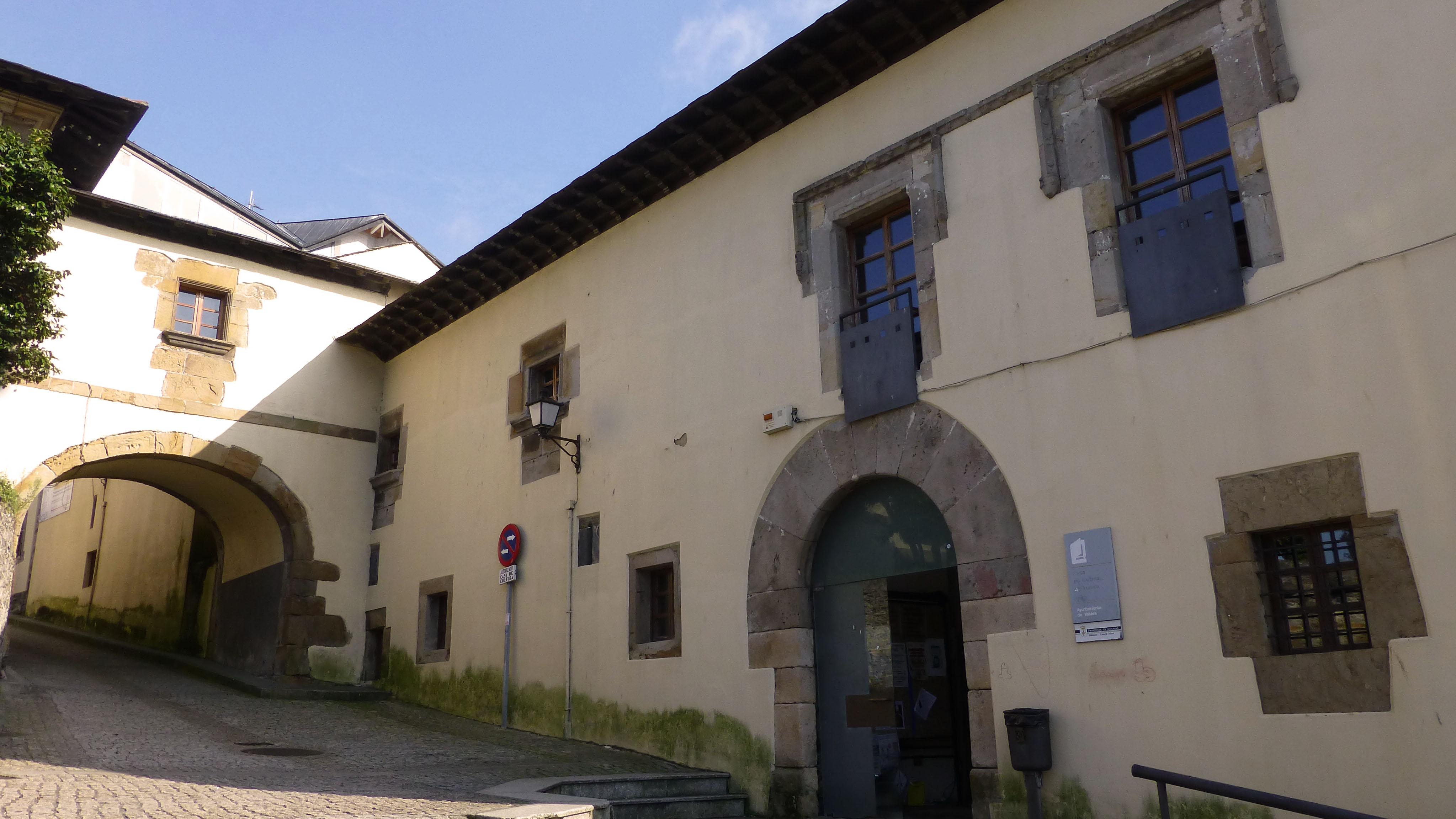
Palacio del Marqués de Ferrera

Su arquitectura civil y popular también es numerosa, pudiendo contemplar en el centro de la Villa, el Palacio y capilla del Marqués de Ferrera, acabado en el siglo XVIII, conservando algunos elementos originales de los siglos XIV y XV. Es la construcción noble más importante de la villa. Está formado por dos edificios unidos mediante un arco escarzano sobre la parte alta de la calle de los Escalerones. Su parte sur es la actual casa de cultura, acogiendo en su interior la sala-museo Jesús Villa Pastur, y un aula dedicada al paleolítico.

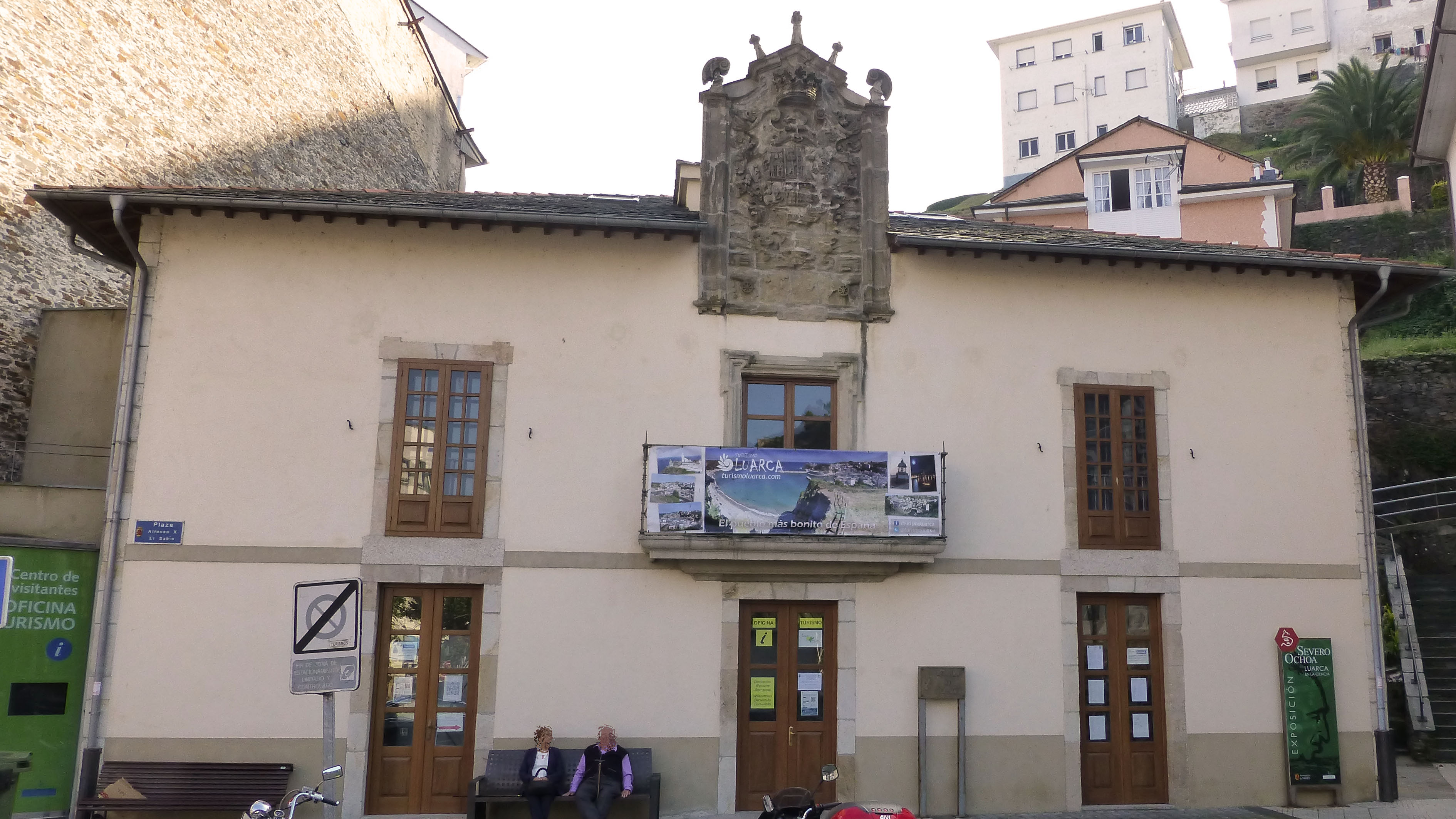
Casa de los Marqueses de Gamoneda, en la localidad de Luarca

Otro buen ejemplo de edificación señorial lo constituye la casa-palacio Gamoneda, del siglo XVIII, destacando su fachada, muy bien terminada y que presenta un gran escudo de la familia Gamoneda. En Villademoros encontramos la torre del mismo nombre, levantado en la Edad Media y que perteneció durante mucho tiempo a la familia Peláez, además de la torre, estaba compuesto por una casona rural y por una panera. La torre presenta una estructura cuadrada, con puerta arqueada en la primera altura, teniendo pocos huecos visibles.
El ayuntamiento de Luarca fue realizado a principios del siglo XX, mostrando grandes muestras derivadas del eclecticismo francés, como son el tejado en mansarda, las buhardillas y el recurso al orden gigante para articular la fachada principal. Otro ejemplo de construcción civil lo configura la fuente de Bruxu, realizada en el año 1764, y que presenta dos pilas y un frontón que contiene tallada la Cruz de los Ángeles.
Además de todas estas construcciones Valdés también nos deja grandes muestras del poder indiano, preferentemente en Villar y Barcelina, localidades próximas a la capital, entre las que podemos destacar Villa Barrera, Villa Argentina y Villa Teresa, en Villar, y Villa Rosario y Villa Excélsior en Barcelina.

## Patrimonio inmaterial
Entre sus fiestas más destacadas tenemos: El último domingo de julio, son las fiestas de Vaqueirada en Aristébano, y las de La Virgen del Carmen en Luarca y Barcia. El 15 de agosto, son las fiestas de la Virgen del Rosario en Luarca, San Timoteo en Luarca el día 22 de agosto, la Fiesta de La Regalina en Cadavedo el último domingo de agosto. El 29 de septiembre, son las de San Miguel en Trevías.
Multitud de celebraciones se suceden por todo el territorio valdesano, sobre todo en la estación estival, teniendo cada festejo una particularidad diferente. Así en la festividad de la Virgen del Rosario, tiene lugar una procesión marítima con posterior saleo con la imagen de la Virgen, tirándose posteriormente los jóvenes vestidos a la mar. Las fiestas de San Timoteo son una de las más concurridas del verano astur, siendo el día 22 de agosto su día grande, congregándose en el Prao del Patrón una infinidad de gente asombrosa. En la Vaqueirada de Aristébano, organizada conjuntamente con Tineo, tiene lugar una tradicional boda Vaqueira. También la celebración de La Regalina, tiene su nota característica, combinando bailes y cantos, realizados por las mozas solteras en honor de la patrona. Además de todos estos festejos, también son destacables en la Villa Blanca, los Carnavales y la Semana Santa, sin duda la más importante del occidente asturiano.
En 2010 todos los Luarqueses y Valdesanos celebraran el centenario de las fiestas patronales de San Timoteo donde la villa espera recibir un amplio número de visitantes y turistas ansiosos de conocer las festividades locales, una de las más conocidas y de renombre de todo el Principado de Asturias.

## Deporte
El concejo cuenta con una larga lista de asociaciones deportivas. El deporte más seguido es el fútbol, representado por los equipos Luarca Club de Fútbol, Club Deportivo Treviense y el Barcia Club de Fútbol. Los tres clubs, debido al escaso número de jóvenes del concejo, decidieron fusionar sus categorías inferiores en 2008 en un único equipo llamado Deportivo Valdés Atlético Club de Fútbol. Del mismo modo, el baloncesto valdesano cuenta con la aportación del Club Deportivo Marchica, y también hay que destacar el club de atletismo y gimnasia Recta Final y el club de ajedrez Valdesva.
El patronato deportivo municipal del ayuntamiento de Valdés organiza un torneo de gran renombre internacional de fútbol sala todos los veranos, al cual acuden gran número de equipos y seguidores a este deporte.
El Luarca C. F. organiza también todos los veranos importantes torneos para equipos juveniles, a dicho torneo acuden filiales de equipos de primera división para posteriormente organizar un torneo al cual siempre acueden diverson equipos de primera división inmersos en sus respectivas pretemporadas.
Desde 1999 una de las actividades que han dado más alegrías a los aficionados al deporte Valdesano es la natación ya que algunos de sus nadadores del Club Natación Luarca han logrado vencer los campeonatos de Asturias y por lo tanto representar a Luarca en los campeonatos nacionales de natación.
Una de las asociaciones deportivas que se han creado en estos últimos tiempos en Luarca, concretamente en el año 2009.El Club Bodyboard La Chavia es una unión de surfitas y corcheros que anualmente en la playa de Otur organiza un campeonato a nivel nacional de bodyboard.
En lo que respecta al automivilismo el concejo de Valdés no se queda atrás ya que organizò pruebas a nivel regional tanto en la modalidad de rally como en pruebas de montaña, actualmente se trabaja para que las pruebas de rallysprint que se organizan desde 2010 se hagan con un lugar de privilegio entre los eventos automovilísticos reseñables en Asturias.
Una de las actividades que más destacan en Luarca a lo largo de todo el verano es el campeonato de fútbol playa conocido localmente como "Cuadrín" en el cual vecinos de toda la villa y pueblos del concejo disfrutan de su afición al fútbol jugando en equipos formados como grupos de amigos, la diversión pero también la tensión y la competitividad entre diferentes equipos locales es muy alta, ya que ser el vencedor del "Cuadrín" para un luarqués es de gran importancia por el sentido romántico que este torneo de más de 40 años de historia despierta entre los luarqueses.Una de las grandes peculiaridades y atractivos del"Cuadrin" es la existencia de un reglamento propio.
En el ámbito del ciclismo desde 2016 también viene celebrándose la Vuelta Tierras Vaqueiras "La Sacagüeyos" en el mes de julio, una prueba ciclodeportiva que logra reunir más de 600 participantes y dar a conocer los rincones más bellos del concejo.

### Senderismo
Existen siete Senderos de Pequeño Recorrido homologados por la Federación de Deportes de Montaña, Escalada y Senderismo del Principado de Asturias en Valdés:
- PR-AS 1. Hoces del Esva I
- PR-AS 2. Hoces del Esva II
- PR-AS 3. Ruta Sierra de Concilleros
- PR-AS 4. Ruta del Cabo Busto
- PR-AS 5. Los Llugarinos
- PR-AS 178. Capilla de San Juan
- PR-AS 179. Ruta del Fielato